# Importação
Importação é o processo comercial e fiscal que consiste em trazer um bem, que pode ser um produto ou um serviço, do exterior para o país de referência. O procedimento deve ser efetuado via nacionalização do produto ou serviço, que ocorre a partir de procedimentos burocráticos ligados à Receita do país de destino, bem como da alfândega, durante o descarregamento e entrega, que pode se dar por via aérea, marítima, rodoviária ou ferroviária. Quando mais de um tipo de transporte é utilizado para entrega, chamamos de transporte multimodal.

## Roteiro básico para importar
1. Identificar as melhores condições comerciais em função dos vários vendedores disponíveis no mercado;
2. Verificar se a importação é permitida ou se possui alguma exigência de ordem administrativa;
3. Levantamento do custo da importação;
4. Tirar o RADAR Siscomex (para importações maiores que U$ 3 mil dólares);
5. Viabilidade da importação ou não;
6. Negociar a operação;
7. Verificar se o produto e/ou serviço está pronto para ser embarcado pelo exportador no exterior;
8. Autorizar o embarque do produto e/ou serviço;
9. Receber documentos e enviá-los ao despachante para que o mesmo avalie e inicie o processo de despacho aduaneiro de importação (nacionalização);
10. Providenciar a internalização do produto e/ou serviço (Registro da operação de importação no SISCOMEX - Sistema Integrado de Comércio Exterior);
11. Pagar as devidas tarifas, taxas e impostos;
12. Receber o produto e/ou serviço;
13. Pagar a importação e fechar o câmbio efeito chicote.